# Walckenaeria stylifrons
Walckenaeria stylifrons là một loài nhện trong họ Linyphiidae.
Loài này thuộc chi Walckenaeria. Walckenaeria stylifrons được Octavius Pickard-Cambridge miêu tả năm 1875.